# Beatrice von Matt
Beatrice von Matt (* 12. Juni 1936 in Basel als Beatrice Albrecht) ist eine Schweizer Literaturkritikerin, Publizistin und Redaktorin.

## Leben und Wirken
Beatrice von Matt studierte Germanistik und Anglistik in Zürich, Paris und Cambridge und wurde bei Emil Staiger promoviert. Von 1984 bis 1995 war sie als Feuilletonredaktorin der Neuen Zürcher Zeitung zuständig für die deutschsprachige Literatur aus der Schweiz und Deutschland sowie die niederländische Literatur.
Sie wirkt als Publizistin, des Weiteren arbeitet sie bei kulturellen Organisationen, so von 1998 bis 2005 als Stiftungsrätin der Schweizerischen Kulturstiftung Pro Helvetia.
Von Matt verfasste unter anderem Monografien zu Werner Düggelin, Max Frisch, Meinrad Inglin und Albin Zollinger. Als Herausgeberin verantwortete sie die Werkausgabe von Meinrad Inglin und edierte beispielsweise Schriften von E. Y. Meyer.
Sie war bis zu seinem Tod im April 2025 verheiratet mit dem Germanisten Peter von Matt und hat zwei Kinder.
Im Jahr 2022 vermeldete das Schweizerische Literaturarchiv den Abschluss der Übernahme des Archivs von Beatrice von Matt.

## Auszeichnungen (Auswahl)
- 1995: Innerschweizer Kulturpreis (gemeinsam mit Peter von Matt)
- 2010: Johann-Jakob-Bodmer-Medaille der Stadt Zürich[2]
- 2014: Johann-Melchior-Wyrsch-Preis der Schindler Kulturstiftung, für das Lebenswerk, zusammen mit Peter von Matt[3]
- 2022: Goldene Ehrenmedaille des Kantons Zürich[4]

## Werke (Auswahl)

### Autorschaft
- Die Lyrik Albin Zollingers. 1964.
- Meinrad Inglin. Eine Biographie. Atlantis, Zürich 1976.
- Lesarten. Zur Schweizer Literatur von Walser bis Muschg. 1985.
- Mütter und Söhne. Dichter erzählen von einer Urbeziehung. 1997.
- Bergler, Fuchs und Wasserfee. Alte Sagen in neuer Literatur. 1998.
- Frauen schreiben die Schweiz. Aus der Literaturgeschichte der Gegenwart. 1998.
- mit Peter von Matt: Köpfe, Klänge und Geschichten. Zur literarischen Kultur der Innerschweiz. 2004.
- Werner Düggelin. Porträt und Gespräche. NZZ Libro, Zürich 2006.
- Charles Ferdinand Ramuz: Die große Angst in den Bergen. Nachwort. Nagel und Kimche, 2009.
- Mein Name ist Frisch. Begegnungen mit dem Autor und seinem Werk. Nagel & Kimche, München 2011, ISBN 978-3-312-00476-8.
- Die Wahrheit der Landschaft. «Berge. Pilger. Orte» – Fotografien von Reto Camenisch. Begleittext. Edition Stephan Witschi, 2011. (online)
- Meinrad Inglin: Schweizerspiegel. Nachwort zum Roman. Limmat, Zürich 2014, ISBN 978-3-85791-744-8 (= Gesammelte Werke in zehn Bänden, herausgegeben von Georg Schoeck im Ammann Verlag und Limmat Verlag, Zürich).[5]

### Referate
- In den Armen der Riesin – Robert Walser und Berlin. Vortrag über Robert Walser, Jahrestagung der Robert-Walser-Gesellschaft, 1999. (online)
- Johann Sebastian Bach: Wachet auf, ruft uns die Stimme. Reflexion zum Kantatentext Wachet auf, ruft uns die Stimme, BWV 140. J. S. Bach-Stiftung, Trogen 2008.[6]
  - In: Michael Wirth (Hrsg.): Bach-Anthologie 2008. Reflexionen zu den Kantatentexten BWV 54, 63, 78, 81, 88, 125, 129, 139, 140, 166, 169. Mit Beiträgen von Thomas Sprecher, Iso Camartin, Rüdiger Görner, Rolf Dubs, Isabelle Graesslé, Martin Meyer, Felizitas Gräfin von Schönborn, Thomas Held, Beatrice von Matt, Katharina Hoby-Peter, Christiaan Lucas Hart Nibbrig. NZZ Libro, Zürich 2009.
  - In: Johann Sebastian Bach: Wachet auf, ruft uns die Stimme. Kantate BWV 140. Nuria Rial (Sopran), Bernhard Berchtold (Tenor), Markus Volpert (Bass), Chor und Orchester der J. S. Bach-Stiftung mit Chiara Banchini (Violino piccolo), Rudolf Lutz (Leitung). Samt Einführungsworkshop sowie Reflexion. DVD. Gallus Media, St. Gallen 2009.

### Herausgeberschaften
- E. Y. Meyer: Geschichten, Märchen, Schilderungen, Abenteuer und Geständnisse. Mit Begleittexten. Carl Hanser, München 1978.
- Unruhige Landsleute. Schweizer Erzähler zwischen Keller und Frisch. 1980.
- Meinrad Inglin: Werkausgabe. 1980.
- Antworten. Die Literatur der deutschsprachigen Schweiz in den achtziger Jahren. 1991.
- Abends um acht. Schweizer Autorinnen und Autoren in Berlin. 1991.
- Annemarie von Matt:[7] Tagebuch der Liebe und des Zorns. Passagen und Gedichte aus dem Briefwerk. Das Fünfte Tier, Stans 2008.